# 近衛乙嗣
近衛乙嗣（このえ おとつぐ、11月11日 - ）は、日本のイラストレーター。武蔵野美術大学卒。

## 作品

### 小説の表紙・挿絵
- エイティエリート（庄司卓著／角川スニーカー文庫）
- 撃墜魔女ヒミカ（荻野目悠樹著／電撃文庫）
- ゴッデス!（ひかわ玲子著／HJ文庫）
- RIGHT×LIGHT（ツカサ著／ガガガ文庫）
- ヴァンパイア大使アンジュ（川崎美羽著／角川つばさ文庫）
- 竜王女は天に舞う（北元あきの著／MF文庫J）
- RIGHT∞LIGHT（ツカサ著／ガガガ文庫）[2]
- Fate/Apocrypha（東出祐一郎著／TYPE-MOON BOOKS）

### カードゲーム
- Lycee
- ランブリングエンジェル

### アニメ
- Fate/Prototype - キャラクターデザイン：ランサー、アーチャー

### ゲーム
- 白詰草話（2002年、Littlewitch）- グラフィック
- とびたて！超時空トラぶる花札大作戦（2012年、TYPE-MOON）- 一部キャラクターデザイン
- 禁忌のマグナ（2014年、マーベラス） - キャラクターデザイン・メインキャラクター
- Fate/Grand Order（2015年、TYPE-MOON） - 一部キャラクターデザイン[3]